# バルセロナ地下鉄

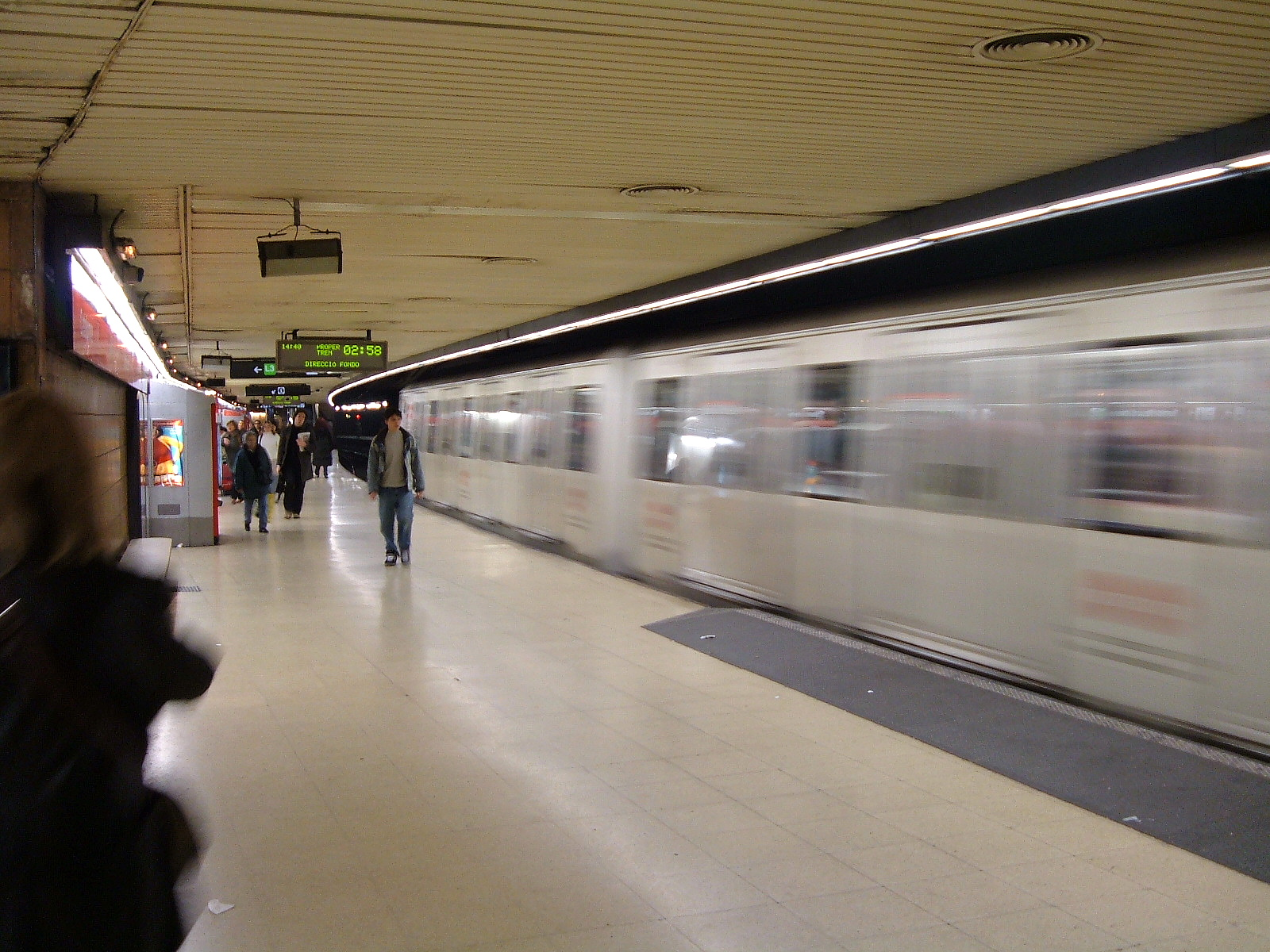
Plaça de Catalunya 駅 (L1)

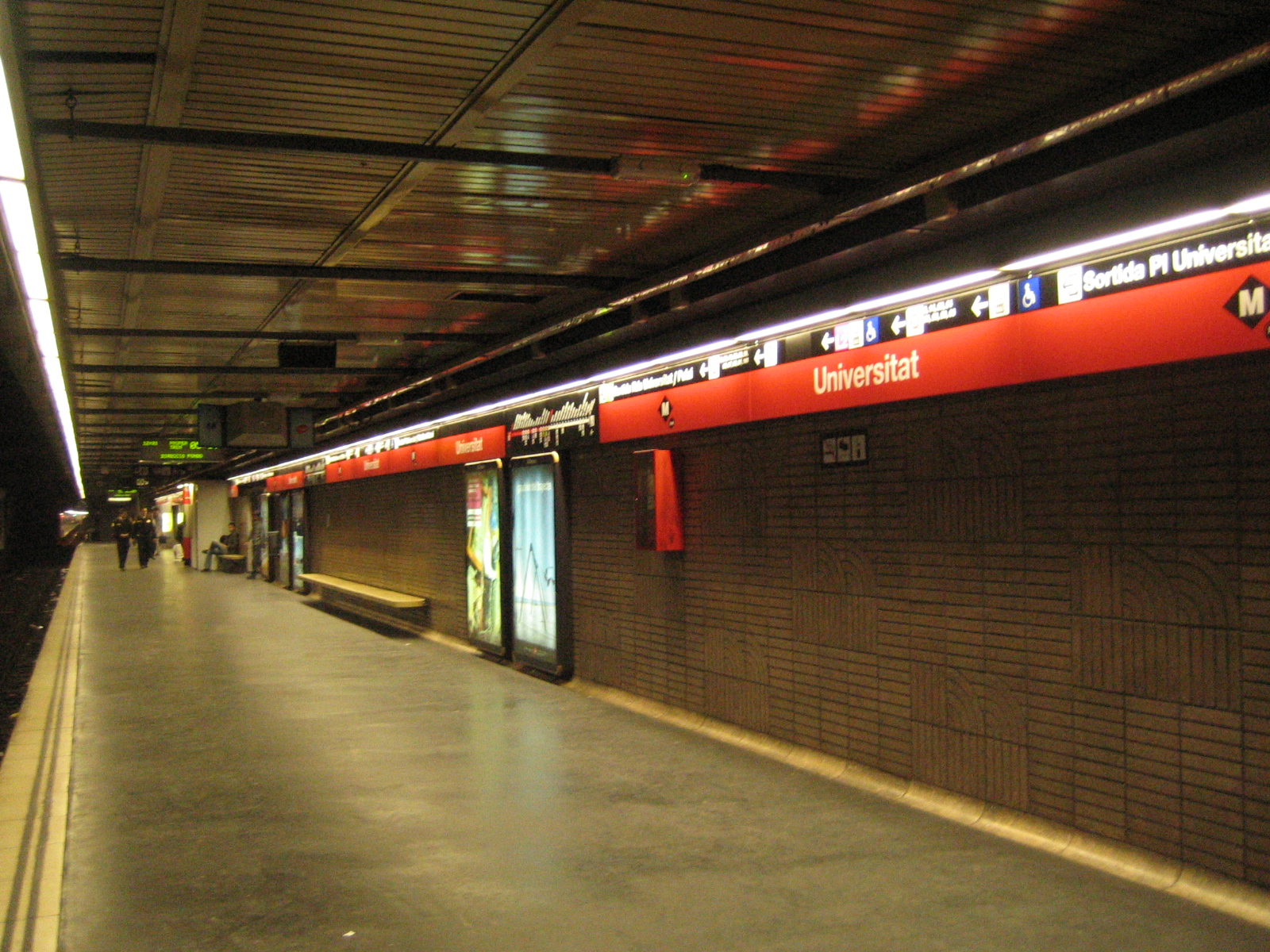
Universitat 駅 (L1)

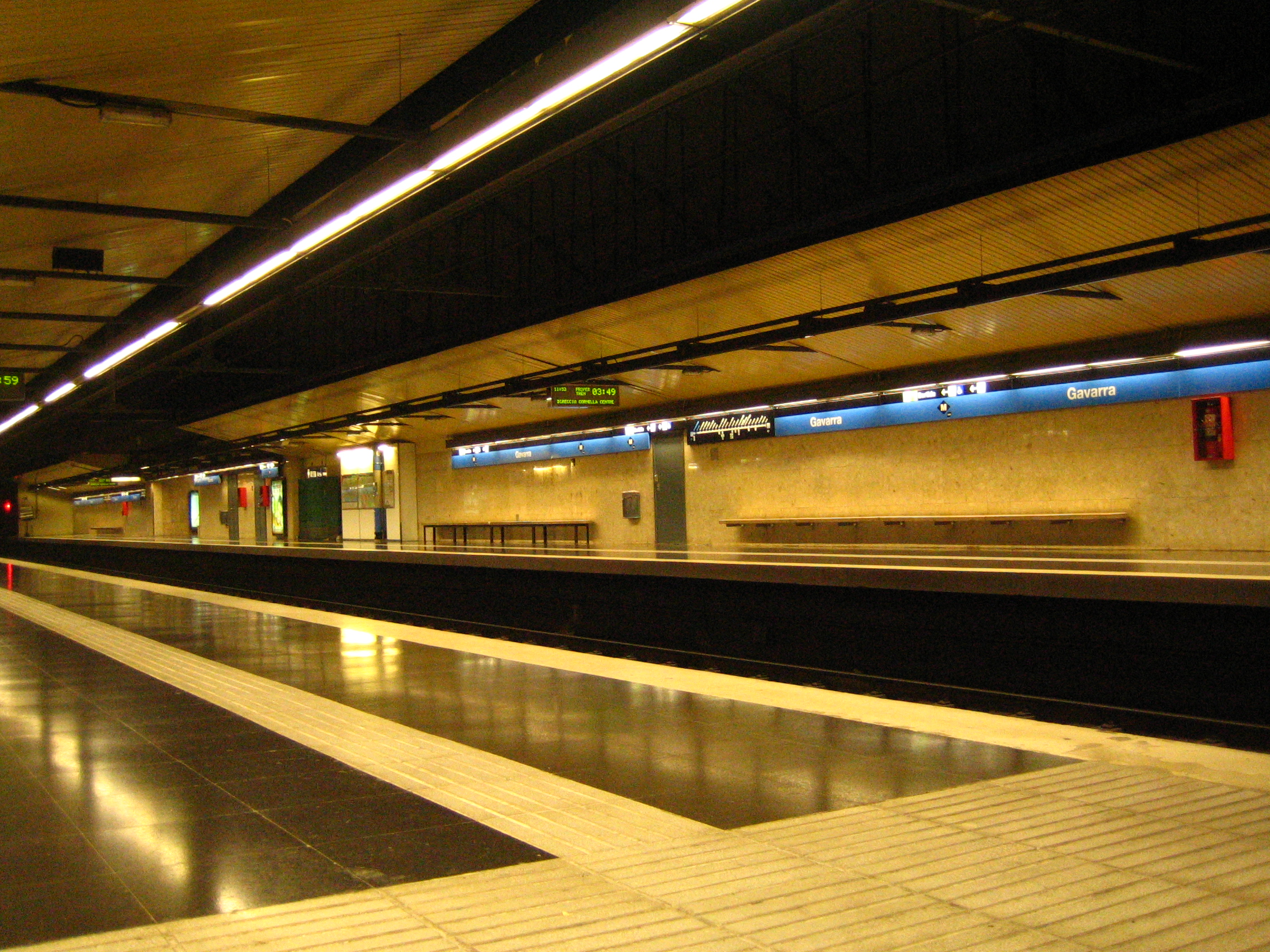
Gavarra 駅 (L5)

バルセロナ地下鉄（カタルーニャ語・スペイン語：Metro de Barcelona）はスペインカタルーニャ州バルセロナの大量交通機関の一つであり、バルセロナ中心部の地下と郊外の地上を走る大規模な電気鉄道ネットワークである。11路線209駅を有し、総延長123.7kmの路線網を有す。無期限休止中の駅がいくつかある。1997年からネットワークは都市輸送公社 (ATM) のネットワークの一部に組み込まれた。2002年にATMは新線を2路線（12号線、13号線）の建設を発表した 。

## 歴史
バルセロナ地下鉄の歴史は現在の3号線の一部が1924年にグランメトロ社によってレセップス（Lesseps）とカタルーニャ広場（Plaça de Catalunya）の間に建設された事に始まる。2年後、トランスベルサル社線（現在の1号線）が市内中心部から1929年のバルセロナ万国博覧会会場であるエスパーニャ広場（Plaça d'Espanya）及びモンジュイック（Montjuïc）へのアクセスを確保する為、カタルーニャ広場とボルデタ（la Bordeta）間に開業する。
現在、路線網は11路線あり、異なる2社によって運営されている。バルセロナ交通局（Transports Metropolitans de Barcelona （略称：TMB））が主要な地下路線を運営し、カタルーニャ公営鉄道（Ferrocarrils de la Generalitat de Catalunya （略称：FGC））が広域都市圏への通勤路線を3路線運営している。料金はバスおよび一部の鉄道を含む街全体のシステムである、都市輸送公社（Autoritat del Transport Metropolità、（略称：ATM））の統合運賃となっている。その鉄道乗車券の98%は地下鉄のものである。

## 路線
TMBによって運営される路線は1号線から5号線および11号線の計6路線からなり、路線図上では色分けされる。FGCの路線は6号線、7号線、8号線である。バルセロナの地下鉄路線は路線愛称名が付けられていないが、現地住民にとっては路線番号と末端駅名によって識別している。

### TMB路線
| 路線番号     | ラインカラー | 開業年 | 起終点駅                           |
| ------------ | ------------ | ------ | ---------------------------------- |
| 1号線 (L1)   | 赤           | 1926年 | Hospital de Bellvitge - Fondo      |
| 2号線 (L2)   | 紫           | 1995年 | Paral·lel - Badalona Pompeu Fabra  |
| 3号線 (L3)   | 緑           | 1924年 | Zona Universitaria - Trinitat Nova |
| 4号線 (L4)   | 黄           | 1973年 | Trinitat Nova - La Pau             |
| 5号線 (L5)   | 青           | 1959年 | Cornellà Centre - Vall d'Hebron    |
| 11号線 (L11) | 黄緑         | 2003年 | Trinitat Nova - Can Cuiàs          |

### FGC路線
L6～L8の3路線が地下鉄風の通勤路線としてFGCによって運営されている。
| 路線番号     | ラインカラー   | 開業年 | 起終点駅                                       |
| ------------ | -------------- | ------ | ---------------------------------------------- |
| 6号線 (L6)   | 濃青           | 1863年 | カタルーニャ広場 - Sarrià                      |
| 7号線 (L7)   | 茶             | 1954年 | カタルーニャ広場 - Av. Tibidabo                |
| 8号線 (L8)   | ピンク         | 1912年 | エスパーニャ広場 - Molí Nou-Ciutat Cooperativa |
| 12号線 (L12) | ライトパープル | 1976年 | Sarrià - Reina Elisenda                        |

### その他
Paral・lel駅で地下鉄に直接、接続しているフニクラ・デ・モンジュイックはケーブルカーであるが、料金面で統合されており、地下鉄網の一部として路線図にも掲載されている。
| 路線名                       | ラインカラーr | 開業年 | 起終点駅                     |
| ---------------------------- | ------------- | ------ | ---------------------------- |
| フニクラ・デ・モンジュイック | 濃緑          | 1928年 | Paral·lel - Parc de Montjuïc |

これらに加え、最新の地下鉄路線図にはレンフェ（スペイン国鉄）やFGC、LRTであるTrambaixやTrambesòsの路線と駅も濃緑色で記載されている。

## 9号線・10号線
バダローナとサンタ・クローマ・ダ・グラマネートよりZona Franca地区及びエル・プラット国際空港を結ぶ9号線と10号線の建設工事が行われている。PastorとTorrassaの間の主要区間を1号線と共用する路線は26.6マイル (42.6km) とヨーロッパ最長の地下鉄トンネルとなり、駅数は52となる予定である。プロジェクトは2000年に承認されたが、幾つかの技術的課題に直面し、一部区間は更なる地質学的分析を必要とした。これが2007年の工事の遅れの原因となり、9号線の開業は2009年、10号線の開業は2010年まで遅れた。

## 他路線
12号線と13号線の計画が存在する。

### 12号線 / R3
最近R3という名称が与えられたこの路線の為の計画はEsplugues de Llobregat, Sant Joan Despí, Sant Just Desvernなどのバッジ・リュブラガート郡 (Baix Llobregat) 内のいくつかの都市の首都へのアクセスを、バス・路面電車・鉄道の接続最適化により元の計画よりも効果的に提供する。8億7000万ユーロの予算を投じて、2015年に完成する予定である。

### 13号線
この路線は11号線と共に、地下鉄網に組み込まれた2つの地下ライトレールのうちの1つとなる。11号線の場合の様に、 バダローナのCan Rutiの病院など都市内の傾斜地に交通手段を提供する為に計画された。計画では以下の3駅のみが建設される予定であるが駅が追加される可能性もある。
- Morera
- Canyet
- Can Ruti

## 駅
2007年中頃時点で、バルセロナ地下鉄現在営業中の9路線には150の営業中の駅があり、9号線と10号線の全通時には209駅となる予定である。平均駅間距離は650mである。
路線網が充実しない中での駅の圧倒的多数は、ロンドン地下鉄の様な他地下鉄と対照的に多くの階段、エスカレーターとエレベーターから成る駅施設の構造を生み出した。TMBの地下鉄の標識 (赤色で菱形の中にMが描かれている) は、違う形の菱形のロゴ及び自社のロゴを駅で使用しているFGCの路線では使用されていない。地下においては、一部の駅を除き、装飾は殆どされていない。

### 休止駅
多くの駅が一度も開かれないまま閉鎖されている。一部は近隣に移設された。

## バルセロナ都市輸送公社
バルセロナ地下鉄は都市輸送公社 (ATM) により統制され、運賃が統合されている主要輸送網の一部である。参照: ATM中心部路線・運賃区図, ATM路線・運賃区図。
この中にはバルセロナ市境によって内側と外側に区切られた大きな2つの運賃制度がある。これらにはレンフェによって運行される通勤列車であるセルカニアス バルセロナや、会社による地下鉄としてのサービスも始められたFGC線 (L6～L8、また都市圏の多くの地域で鉄道サービスを提供しているその他FGC線）が含まれる。FGCは県内主要都市であるサバデイやタラサにおいて、自社路線網の地下鉄拡充として、それぞれサバデイ地下鉄やタラサ地下鉄の建設を行っている。